# Eusapromyza multipunctata
Eusapromyza multipunctata är en tvåvingeart som först beskrevs av Carl Fredrik Fallén 1820.  Eusapromyza multipunctata ingår i släktet Eusapromyza och familjen lövflugor. Arten är reproducerande i Sverige. Inga underarter finns listade i Catalogue of Life.